# Federazione Italiana Sbandieratori

Logo ufficiale

La Federazione Italiana Sbandieratori è un'associazione culturale senza scopo di lucro che riunisce più di 90 gruppi italiani legati a manifestazioni storiche quali Palii, Quintane, Certami. È nata ufficialmente a San Marino nel 1966 con il nome di "Federazione Italiana Antichi Giuochi e Sports della Bandiera". I gruppi fondatori furono: Arezzo, Ascoli Piceno, Bologna, Campitello di Fassa (TN), Canazei (TN), Carano (TN), Carovigno (BR), Cori (LT), Faenza (RA), Firenze, Fossano (CN), Massa Marittima (GR), Pisa, Querceta (LU), Ripa di Seravezza (LU).
La Federazione Italiana Sbandieratori riunisce gruppi da tutta Italia appartenenti alle manifestazioni storiche più famose, riconosciute patrimonio culturale italiano, tra cui emergono Carovigno, Ferrara, Faenza, Asti, Sulmona, Ascoli Piceno, Oria, Motta Sant'Anastasia.

## Gruppi affiliati
Al 05 settembre 2024 risultano associati 89 gruppi sbandieratori provenienti da 14 regioni italiane:
- Abruzzo (4 Gruppi): Bucchianico: Città di Bucchianico - Sulmona: San Panfilo e il Sestiere Porta Manaresca; Lanciano: Sbandieratori città di Lanciano; Popoli Terme: Gruppo Storico de lo Certame
- Calabria (2 Gruppo): Bisignano: Città di Bisignano, Catanzaro: Gruppo Storico Città di Catanzaro.
- Campania (5 Gruppi): Cava de' Tirreni: Città Regia - Torri Metelliane - Borgo San Nicolò - Ass. Giovani Sbandieratori della Università della Cava; Sessa Aurunca: Gruppo Sbandieratori Città di Sessa Aurunca
- Emilia-Romagna (13 Gruppi): Copparo: Associazione dei Rioni di Copparo; Faenza: Palio del Niballo; Ferrara: Borgo San Giovanni - Borgo San Luca - Ente Palio città di Ferrara - Rione Santo Spirito - Santa Maria in Vado; Lugo: Contesa Estense - Rione Cento; Massa Lombarda: Palio del Timone; Quattro Castella: Maestà della Battaglia - Associazione Contrada Monticelli; San Polo d'Enza : Contrada della Corte.
- Lazio (2 Gruppi): Artena: Alfieri del Cardinale Borghese - Cori: Rioni di Cori
- Liguria (1 Gruppo): Ventimiglia: Sestieri di Ventimiglia
- Lombardia (1 Gruppo): Busnago: Torre dei Germani
- Marche (6 Gruppi): Ascoli Piceno: Porta Tufilla - Porta Romana - Porta Solestà - Porta Maggiore - Piazzarola - Sant'Emidio
- Piemonte (14 Gruppi): Alessandria: Associazione Aleramica Alessandria; Alba: Terre Sabaude - Città di Alba; Asti: Alfieri delle Terre Astensi - A.S.T.A. - Borgo San Lazzaro - Borgo Torretta - Borgo San Marzanotto - Borgo San Pietro - Rione Cattedrale - Rione Santa Caterina - Borgo Don Bosco; Fossano: Principi D'Acaja; Rivoli: Cigno Nero; Saluzzo: Borgo San Martino; Villastellone: I Templari di Villastellone
- Puglia (6 Gruppi): Carovigno: Battitori 'Nzegna - I Carvinati - Rione Castello; Lucera: Federiciani Puer Apuliae; Oria:  - Rione Lama - A.S.D. Sbandieratori Città di Oria - San Domenico di Guzman
- Sicilia (3 Gruppi): Motta Sant'Anastasia: Giovani Maestri - Casa Normanna - Associazione Culturale Panzera
- Toscana (17 Gruppi): Castelfranco di Sotto: Musici e Sbandieratori Castelfranco di Sotto; Cerreto Guidi: Le Fiamme di Caracosta; Firenze: Città di Firenze; Forte dei Marmi: Contrada il Ponte; Massa Marittima: Terzieri di Massa Marittima; Pescia: Rione Ferraia - Rione San Michele; Querceta: Palio dei Micci - La Madonnina; Ripa di Seravezza: Gioco Della Torre; San Quirico d'Orcia: I Canneti - Città di San Quirico D'Orcia; Seravezza: Il Pozzo; Suvereto: Santa Croce di Suvereto; Volterra: Città di Volterra; Piancastagnaio - Magistrato delle Contrade
- Veneto (14 Gruppi): Associazione Musici e Sbandieratori di Urbana: Urbana; Casale di Scodosia: città di Casale di Scodosia; Arquà Polesine: Arquatesi; Feltre: Città di Feltre; Megliadino San Fidenzio: Cavalieri del Santo; Megliadino San Vitale: Città di Megliadino San Vitale; Merlara: Città di Merlara; Monselice: Contrada San Cosma; Montagnana: Palio dei 10 Comuni del Montagnanese - Città Murata; Noale: A.S.D. Musici e Sbandieratori Tempesta; Romano d'Ezzelino: Ezzelini - Santa Margherita d'Adige: Città di Santa Margherita D'Adige; Saletto: Gruppo Storico Musici & Sbandieratori e Figuranti di Saletto
- Sardegna (2 Gruppi): Iglesias: Comitato Quartiere Castello - Associazione Quartiere Fontana

## Attività F.I.SB.

### Le Competizioni Nazionali
Da 30 anni la F.I.SB. organizza ogni anno i Campionati Nazionali Assoluti della Bandiera. Il Regolamento Tecnico ne disciplina la suddivisione e lo svolgimento.
Con l'aumento degli iscritti, si è dovuto scorporare il Campionato Nazionale in più Campionati Nazionali di categorie diverse: due Tornei di Qualificazione (centro-nord e centro-sud, a cui accedono tutti i gruppi che non hanno diritto a partecipare alle categorie superiori), un Campionato Nazionale Tenzone Argentea (ex A2, a cui hanno diritto a partecipare 20 gruppi: i 4 promossi dai Tornei di qualificazione dell'anno prima, 2 per girone, i classificati dal 16º al 4º posto nella Tenzone Argentea dell'edizione precedente più i 3 retrocessi dalla Tenzone Aurea, sempre dell'anno prima) e un Campionato Nazionale Tenzone Aurea (ex A1, a cui hanno accesso i 17 gruppi classificati dal 1 al 13º posto). Hanno accesso a questo campionati le migliori 20 compagnie italiane della bandiera. Parallelamente ai campionati assoluti, ogni hanno si svolgono anche i campionati under 15, denominati Giochi Giovanili. I ragazzi sono divisi in tre fasce di età, da 8 a 10 anni, da 11 a 13 e da 14 a 15. All'interno delle singole fasce, i piccoli atleti si cimentano nelle stesse specialità dei "colleghi" adulti.
Nel 2014:
Torneo di qualificazione CENTRO NORD: San Polo d'Enza
Torneo di qualificazione CENTRO SUD: Cerreto Guidi
Giochi Giovanili: Carovigno
Tenzone Argentea: Lugo
Tenzone Aurea: Lecce

### I Campionati Nazionali: città ospitanti
| Campionati Nazionali | Campionati Nazionali                                  | Campionati Nazionali                                  |
|                      | Campionati Nazionali Assoluti (prima della divisione) | Campionati Nazionali Assoluti (prima della divisione) |
| -------------------- | ----------------------------------------------------- | ----------------------------------------------------- |
| 1967                 | Arezzo                                                | Arezzo                                                |
| 1968                 | Faenza                                                | Faenza                                                |
| 1971                 | Bologna                                               | Bologna                                               |
| 1972                 | Carovigno                                             | Carovigno                                             |
| 1977                 | Carovigno                                             | Carovigno                                             |
| 1981                 | Bologna                                               | Bologna                                               |
| 1984                 | Volterra                                              | Volterra                                              |
| 1987                 | Volterra                                              | Volterra                                              |
| 1988                 | Riolo Terme/Faenza                                    | Riolo Terme/Faenza                                    |
| 1989                 | Riolo Terme/Faenza                                    | Riolo Terme/Faenza                                    |
| 1990                 | Rimini                                                | Rimini                                                |
| 1991                 | Marina di Ravenna                                     | Marina di Ravenna                                     |
| 1992                 | Carovigno                                             | Carovigno                                             |
| 1993                 | Massa                                                 | Massa                                                 |
| 1994                 | Fossano                                               | Fossano                                               |
| 1995                 | Motta Sant'Anastasia                                  | Motta Sant'Anastasia                                  |
| 1996                 | Carovigno                                             | Carovigno                                             |
| 1997                 | Reggio Emilia                                         | Reggio Emilia                                         |
| 1998                 | Ferrara                                               | Ferrara                                               |
| 1999                 | Querceta (LU)                                         | Querceta (LU)                                         |
| 2000                 | Massa Marittima                                       | Massa Marittima                                       |
| 2001                 | Montagnana                                            | Montagnana                                            |
|                      | Tenzone Aurea                                         | Tenzone Argentea                                      |
| 2002                 | Pontremoli (MS)                                       | Oria (BR)                                             |
| 2003                 | Fossano (CN)                                          | Allumiere (RM)                                        |
| 2004                 | Ascoli Piceno                                         | Ascoli Piceno                                         |
| 2005                 | Oria (BR)                                             | Asti                                                  |
| 2006                 | Massa Marittima (GR)                                  | Fabriano (AN)                                         |
| 2007                 | Ferrara                                               | Lugo (RA)                                             |
| 2008                 | Senigallia (AN)                                       | Copparo                                               |
| 2009                 | Agropoli (SA)                                         | Fabriano (AN)                                         |
| 2010                 | Verona                                                | Rubiera                                               |
| 2011                 | Bra (CN)                                              | Rubiera                                               |
| 2012                 | Faenza (RA)                                           | Oria                                                  |
| 2013                 | Ascoli Piceno                                         | Cori                                                  |
| 2014                 | Lecce                                                 | Lugo (RA)                                             |
| 2015                 | Ferrara                                               | Ferrara                                               |
| 2016                 | Bra                                                   | Carovigno (22-23-24 luglio)                           |
| 2017                 | Ascoli Piceno                                         | Ferrara                                               |
| 2018                 | Ferrara                                               | Ferrara                                               |
| 2019                 | Faenza (RA)                                           | Ferrara                                               |
| 2020                 |                                                       |                                                       |
| 2021                 |                                                       |                                                       |
| 2022                 | Querceta                                              | Ascoli Piceno                                         |
| 2023                 | Montagnana                                            | Asti                                                  |
| 2024                 | Ascoli Piceno                                         | Ascoli Piceno                                         |

Torneo Preliminare di qualificazione
- 2006 Nord Ferrara - Centro Querceta - Sud Oria
- 2007 Nord Cerreto Guidi - Centro Volterra - Sud Paestum
- 2008 Centro-Nord Montagnana - Centro-Sud San Quirico d'Orcia
- 2009 Centro-Nord Villastellone - Centro-Sud Artena
- 2010 Centro-Nord Noale - Centro-Sud Ascoli Piceno
- 2011 Nord Seravezza - Centro San Quirico d'Orcia - Sud Sulmona
- 2012 Nord Megliadino San Vitale - Centro Pescia
- 2013 Nord Cerreto Guidi - Sud Artena
- 2014 Seravezza - San Polo d'Enza
- 2015 Ascoli Piceno (Sestiere Sant'Emidio) - Ferrara
- 2016 Ascoli Piceno (Sestiere Sant'Emidio) - Ferrara
- 2017 Ascoli Piceno (Sestiere Sant'Emidio) - Saletto
- 2018 Ascoli Piceno (Sestiere Porta Tufilla) - Este

### La Nazionale F.I.SB.
La Federazione ha anche una Nazionale, una selezione di atleti sbandieratori e musici di tutta Italia, che ha già partecipato a numerose manifestazioni di importanza internazionale:
- Salt Lake City (Usa) febbraio 2002: Cerimonia di Chiusura “XIX Giochi Olimpici Invernali” - Passaggio della Bandiera Olimpica;
- Salt Lake City (Usa) marzo 2002: Cerimonia di Chiusura “VIII Giochi Paralimpici Invernali”;
- Toronto, Montreal e Quebec City (Canada) settembre 2002: “Viva Italia” settimana della cultura italiana;
- Bretten (Germania) settembre 2003: Campionato tedesco sbandieratori;
- Torino febbraio 2006: Cerimonia d’apertura dei “XX Giochi Olimpici Invernali”;
- Torino marzo 2006: Cerimonia d’apertura dei “IX Giochi Paralimpici Invernali”;
- Bologna marzo 2008: "Final Eight Coppa Italia 2008 Volley serie A femminile";
- Malta ottobre 2008: "Settimana della Lingua Italiana nel mondo" promossa dal Ministero degli Esteri e dall’Ambasciata d’Italia a Malta;
- Dubai (UAE) marzo 2009: Cerimonia d’apertura “Dubai World Cup”;
- Pescara 26 giugno 2009: Stadio Adriatico, Cerimonia d’apertura Giochi del Mediterraneo;
- Donetsk (Ucraina) 29 agosto 2009: Cerimonia d’apertura Stadio “Donbass Arena” - Shakhtar;
- Dubai (UAE) dicembre 2009: UAE Parade National Day;
- Torino 8 settembre 2011: Cerimonia d’inaugurazione dello “Juventus Stadium”;
- Tblisi (Georgia) maggio 2012: Esibizione presso l’Ambasciata italiana;
- Milano 10 ottobre 2012: “Cerimonia delle bandiere” EXPO2015;
- Washington, D.C. (U.S.A.) maggio 2013: Esibizione “Open House” presso l’Ambasciata italiana;
- Siena 3 giugno 2013: Spettacolo “Welcome” direzione artistica Marco Balich;
- Bologna 22 marzo 2014: Show al concerto di Elisa “L’anima vola Tour”;
- Roma 20 maggio 2014: Stadio Olimpico “Italia – Brasile” calcio vecchie glorie;
- Doha (Qatar) 22 dicembre 2014: Cerimonia d’apertura “Supercoppa 2014 – Juventus/Napoli”;
- Milano 2 giugno 2015: Show “Festa della Repubblica Expo2015” Piazza Italia Albero della Vita;
- Doha (Qatar) 29 aprile 2016 – Show alla “Qatar Cup Final” (Finalissima campionato di calcio);
- Baku (Azerbaigian) 19 giugno 2016 – Cerimonia d’apertura “GP Europa” Baku City Circuit Formula 1.